# Ghassan Moukheiber
Ghassan Moukheiber (né à Beit Mery le 8 décembre 1958) est un avocat et homme politique libanais, Ghassan Moukheiber est le neveu d’Albert Moukheiber, ancien député libanais.
Après une carrière de militant pour les droits de l’homme, Ghassan Moukheiber se présente aux élections législatives partielles pour le siège grec-orthodoxe du Metn, à la suite du décès de son oncle. Il est soutenu par le Bloc national et le Parti socialiste progressiste, qui n’ont pas de base populaire réelle dans cette circonscription. Il ne réussit pas à obtenir plus de 2 % des suffrages, au bout d’un processus électoral marqué par un choc important entre les forces de l’opposition représentées par Gabriel Murr et le pouvoir prosyrien représenté par Myrna Murr.
Cependant, il est désigné député quelques mois plus tard par le Conseil Constitutionnel qui a invalidé la victoire de Gabriel Murr. Sa présence au Parlement a été caractérisée par des positions anti-syriennes et par un engagement en faveur des libertés publiques et des droits de l’homme.
Il se présente aux élections législatives de 2005 au sein de la liste du Général Michel Aoun au Metn et les gagne avec un score important, battant, par les urnes cette fois. Il est intègre l’opposition parlementaire, dans le cadre du Bloc de la réforme et du changement dirigé par le général Michel Aoun.
En 2009, il est élu de nouveau comme député du Metn pour un mandat de 4 ans. Il est toujours membre du Bloc de la réforme et du changement.